# سد الروصيرص
خزان الرُوصِيْرِصْ هو سد كهرومائي خرساني سُمي على اسم مدينة الروصيرص بالسودان الواقعة بالقرب منه، ويبعد عن العاصمة الخرطوم 550 كيلومتر (341.7 ميل). شُيّد في عام 1952 م، لتخزين المياه من نهر النيل الأزرق لاستخدمها في ري الأراضي الزراعية. وجرت تعديلات لاحقة عليه لتعليته اكتمل آخرها بمقدار عشرة أمتار في مطلع سنة 2013م، مما زاد من قدرته على توليد الكهرباء المائية.

## مشروع إنشاء السد والمرحلة الأولى
في عام 1952 م كلفت الحكومة السودانية شركة سير الكسندر جريب وشركاه «Sir Alexander Gibb & Parteners» الاستشارية البريطانية بإجراءاستطلاعات وإعداد بحوث ودراسة جدوى لإنشاء سد خرساني يسع على الأقل لتخزين مليار متر مكعب من المياه بمنطقة الدمازين.
كان هنالك اقتراح باقامة خزان في المنطقة من قبل شركة سير وليام غراستن «Sir William Grastin » منذ عام 1904 م.
في عام 1955 م، تم تكليف شركة جيب كويين «Gibb & Coyne» الفرنسية بتصميم خزان بسعة أكبر، ينفذ على مرحلتين: الأولى بسعة 3 مليار متر مكعب من المياه، والثانية بسعة 7.4 مليار متر مكعب.
وقد تم الانتهاء من تنفيذ المرحلة الأولى في العام 1966 م.
يهدف الخزان إلى توفير مياه الرّى لكل المشروعات المرويّة بالنيل الأزرق بمساعدة خزان سنار. ويولد حوالى نصف الطاقة الكهربائية المتوفرة في شبكة الكهرباء الوطنية بالسودان.
تمرالمياه عبر فتحات المفيض Spillways أو الأبواب السفلى Deep sluices أو الإثنين معاً حسب كمية المياه الواردة إليها.

## تعلية السد وتنفيذ المرحلة الثانية
في أبريل / نيسان 2008، وقعت حكومة السودان وشركة سينوهايدرو الصينية على اتفاقية الأعمال المدنية لتنفيذ المرحلة الثانية لتشييد سد الروصيرص والتي عرفت بمشروع تعلية السد، باعتبارها تشكل أهمية لدفع عجلة التنمية الاقتصادية الاجتماعية في منطقة النيل الأزرق السودانية على وجه الخصوص وفي السودان بشكل عام ولتوفير مخزون اضافي من المياه.
وتعلية السد في الواقع هي تشييد امتداد جديد للسد القديم يبلغ طوله حوالي 25 كيلومتر مما يجعل سد الروصيرص أطول سد من نوعه (للري وتوليد الطاقة الكهربائية المائية) في العالم حتى الآن، مع رفع جسم السد لعشرة أمتار أضافية. وبتعلية سد الروصيرص إلي منسوب 490 متر فوق سطح البحر يتم تعويض الفاقد من السعة التخزينية لبحيرة السد - نتيجة تراكم الطمي والتوسع في الزراعة المروية - ورفع نسبة إستغلال السودان لحصته من مياه النيل طبقاً لإتفاقية تقاسم مياه النيل لعام 1959م.
تعود فكرة تعلية سد الروصيرص إلى عام 1966م، أثناء انشائه قبل 45 عاماً ليتم تحقيقها في يناير / كانون الثاني 2013 م. والغرض الأساسي من التعلية هو رفع السعة التخزينية للسد إلى 7,4 مليارات متر مكعب مما سيؤدي إلى زيادة طاقة التوليد الكهربائي بنسبة 50% لتصل إلى 1800 ميغاواط، وزيادة الأراضي الزراعية المعتمدة على الري الدائم بمساحة مليوني فدان، ما يوازي مساحة مشروع الجزيرة، وذلك عبر قناتين رئيسيتين جديديتين هما ترعة الرهد على الجانب الشرقي للمشروع لري الأراضي الزراعية في مشروع الرهد الزراعي ومشروع الجزيرة والأراضي الزراعية الأخرى وحتى منطقة القضارف وترعة كنانة على الجانب الغربي لري مشاريع كنانة في ولاية النيل الأبيض.
بلغت قيمة عقد الأعمال المدنية لتعلية السد 396 مليون دولار، واستغرقت مدة تنفيذ المشروع 43 شهراً من مايو / أيار 2009 م إلى يناير / كانون الثاني 2013 م وشملت أعمال المشروع إعادة توطين السكان المتأثرين وقدر عددهم نحو 22 ألف اسرة تم صرف التعويضات لهم وتشييد قرى جديدة لإستيعابهم بتكلفة بلغت حوالي (957) مليون جنيه سوداني.

### مراحل التعلية
كانت شركة Sir Alexander Gibb وشركة Coyne et Biller أول من قام في عام 1987 م بإعداد دراسة الجدوى الاقتصادية لتعلية السد. وفي عام 1991 م قررت حكومة السودان تنفيذ مشروع التعلية بناء على توصية للجنة خبراء عالميين قامت الحكومة بتكليفها بمراجعة الدراسة وذلك بالاتفاق مع البنك الدولي. وتم التعاقد في عام 2005 م مع الشركة الإسترالية SMEC International وشركة المستشارين المتحدين السودانية للقيام بمراجعة الدراسات السابقة والأنشطة المرتبطة بتعلية السد وتحديث تقديرات تكلفة المشروع وتقييمه اقتصادياً.

### جهات التمويل
وقد ساهم في تمويل مشروع التعلية كل من الصندوق الكويتي للتنمية الاقتصادية العربية، والأوبيك للتنمية الدولية، الصندوق العربي للإنماء الإقتصادي والإجتماعي، الصندوق السعودي للتنمية، مجموعة البنك الإسلامي وصندوق أبوظبي للتنمية.

### مكونات جسم السد بعد التعلية
- سد خرصاني بارتفاع عشرة أمتار إضافية ليصبح الارتفاع الأقصي من منسوب الأساس 78 متر، فيما تبلغ كمية الأعمال الخرسانية 155.000متر مكعب.
- سدود ترابية بلغت كمية الأتربة فيها 18.5 مليون متر مكعب بطول 24.41 كيلو متر، منها 8.6 كيلو متر من في الضفة اليمني و15.5 كيلو متر في الضفة اليسرى.
- يبلغ الارتفاع الأقصي من منسوب الأساس 40 متر، فيما يتراوح عرض الأساس من 230 متر الي 300 متر.

### الأعمال الهيدروميكانيكية
تشمل الأعمال الهيدروميكانيكية بالمشروع ما يلي:
- إعادة تأهيل ممرات المياه السفلى بعدد من السبائك المعدنية الخاصة المستوردة من أستراليا والمقاومة للتآكل الناتج عن المياه الجارية المصحوبة بالطمي والرمل والحصى ى. وإعادة تأهيل حوض التهدئة للممرات السفلى بخرسانات محسنة بمواد السليكا وتمت تكسيتها بمواد إيبوكسية.
- إعادة تأهيل أبواب التشغيل القطرية للبوابات السفلى.
- إعادة تأهيل أبواب المفيض العليا.
- إعادة تأهيل بوابات محطة التوليد الكهرومائي.
- توريد وتركيب بوابات تشغيل وبوابات صيانة ورافعات جسرية لكل من قناة كنانة وقناة الرهد.
- تركيب غرف تحكم حديثة لتشغيل الأبواب في السد ومتابعة مناسيب المياه في بحيرة تخزين المياه.[5]

### محطة توليد الطاقة الكهربائية
تم إنشاء محطة التوليد بعد نهاية المرحلة الأولي من تشييد سد الروصيرص في عام 1966 م، وذلك بهدف ري الأراضي الزراعية وتوليد الطاقة الكهربائية، وكانت هناك ست ماكينات تم تركيبها على مراحل منذ ذلك التاريخ وحتى عام 1999 م بقدرات تراوحت من 30 إلى 40 ميغاواط وبتمويل من عدة جهات من بينها البنك العالمي للتنمية وبتنفيذ من عدة شركات منها شركة آسيا السويدية وشركة بوفنج Boving الإنجليزية في الجانب الكهربائي وشركة فوريست النمساوية وشركة ABB الألمانية مسؤولتين عن الجانب الميكانيكي بما في ذلك تركيب التوربينات وملحقاتها وأبواب التحكم والصيانة بمداخل التوربينات، وشركة ميرز اند ميكلان Merz and MC Land الإنجليزية التي تولت الجانب الاستشاري.

### أهداف مشروع التعلية
1. ارتفاع السعة التخزينية للمياه بسد الروصيرص من 3 مليارات إلى 7.4 مليار متر مكعب.
2. توفير مياه الري للمشاريع الزراعية المروية القائمة علي النيل الأزرق طوال العام بعد تأهيلها وتأهيل التوسع الرأسي في مشاريع الريّ بالطلمبات (المضخات) القائمة على ضفاف النيل الأزرق في السودان.
3. التوسع في الزراعة المروية بالريّ الانسيابي من السدود في مساحات قد تصل إلي 1.5 مليون فدان وفي أراضي الجروف التي تنشأ في البحيرة بحوالي 71.400 فدان وذلك لضمان الأمن الغذائي المحلي والإقليمي والتشجيع على الإستثمار في مجال الزراعة المروية.
4. زيادة إنتاج الأسماك من بحيرة السد.
5. زيادة التوليد الكهرومائي من الوحدات القائمة بدون تكلفة إضافية بنسبة 40%.
6. زيادة الطاقة الكهرومائية من المشروعات المائية المقترحة في كل من مروي والشريك وكجبار بولايات شمال السودان.[6]

## الأثر على تدفق النيل
إنشاء السدود كان هو الحل الأمثل للحفاظ علي حصة السودان الحالية التي ترتبها اتفاقية مياه النيل، وربما للزيادة المطلوبة في المستقبل، وكانت البداية بسد مروي والذي مثّل تشييده أكبر ضمانة للحفاظ علي هذة الحصة بل ساعد علي الاستقرار في الإمداد الكهربائي بصورة كبيرة، حيث أن سد الروصيرص - قبل التعلية - كان قد تأثر كثيراً بانخفاض تدفقات المياه من الهضبة الإثيوبية وأصبح توليد الطاقة الكهربائية فيه ضعيفاً. وبعد اكتمال تشييد سد مروي أصبح خزان جبل أولياء والذي شيد أساساً للدعم المائي لمصر داعماً له أيضاً من خلال مده بتدفقات معتبرة من المياه ساعدت في دعم بحيرة السد وبالتالي زيادة الكهرباء.
وسيكون لتعلية سد الرصيرص أيضا أثرا إيجابياً بالغاُ في المستقبل على اقتصاد السودان بحيث تزيد سعة بحيرة السد من المياه مما يؤهلها لدعم الزراعة في مشاريع الرهد وكنانة والجزيرة وغيرها من المشاريع الزراعية المستقبلية إضافة إلى ضمان الإستقرار في الإمداد الكهربائي في الشبكة القومية للكهرباء في السودان، ودعم السدود القائمة على نهر النيل وروافده في السودان.
طالع أيضاً:
- موقع وحدة السدود

موقع تعلية الروصيرص